# Tandra Quinn
Tandra Quinn (również uznawana za Jeanette Quinn; ur. 27 marca 1931, zm. 21 września 2016) była hollywoodzką aktorką filmową i modelką pin-up, aktywną głównie w latach pięćdziesiątych.

## Wybrana filmografia
- Week-End at the Waldorf (1945) jako uczennica (niewymieniony w czołówce)
- Girls in the Night (1953) jako Rose, uczestniczka piękności (niewymieniony w czołówce)
- Problem Girls (1953) jako Judith
- Mesa of Lost Women(1953) jako Tarantella
- The Neanderthal Man (1953) jako Celia